# Пайн-Гроув (округ Васко, Орегон)
Пайн-Гроув (англ. Pine Grove) — переписна місцевість (CDP) в США, в окрузі Васко штату Орегон. Населення — 142 особи (2020).

## Географія
Пайн-Гроув розташований за координатами 45°6′49″ пн. ш. 121°21′19″ зх. д. / 45.11361° пн. ш. 121.35528° зх. д. (45.113510, -121.355334).  За даними Бюро перепису населення США в 2010 році переписна місцевість мала площу 15,62 км², уся площа — суходіл.

## Демографія
Згідно з переписом 2010 року, у переписній місцевості мешкало 148 осіб у 72 домогосподарствах у складі 37 родин. Густота населення становила 9 осіб/км².  Було 103 помешкання (7/км²).
Расовий склад населення:
| - 100,0 % — білих |

До двох чи більше рас належало 0,0 %. Частка іспаномовних становила 0,0 % від усіх жителів.
За віковим діапазоном населення розподілялося таким чином: 13,5 % — особи молодші 18 років, 68,9 % — особи у віці 18—64 років, 17,6 % — особи у віці 65 років та старші. Медіана віку мешканця становила 53,0 року. На 100 осіб жіночої статі у переписній місцевості припадало 105,6 чоловіків;  на 100 жінок у віці від 18 років та старших — 106,5 чоловіків також старших 18 років.
Середній дохід на одне домашнє господарство  становив 41 537 доларів США (медіана — 32 750), а середній дохід на одну сім'ю — 53 093 долари (медіана — 41 250). 
Цивільне працевлаштоване населення становило 25 осіб. Основні галузі зайнятості: сільське господарство, лісництво, риболовля — 44,0 %, інформація — 20,0 %, будівництво — 20,0 %.